# Fiordo de Odense
El fiordo de Odense (en danés, Odense Fjord) es una entrante del Kattegat en el norte de la isla de Fionia, Dinamarca. Tiene un área aproximada de 50 km². Toma su nombre de la ciudad de Odense, a la que sirve como entrada a su puerto.

## Geografía

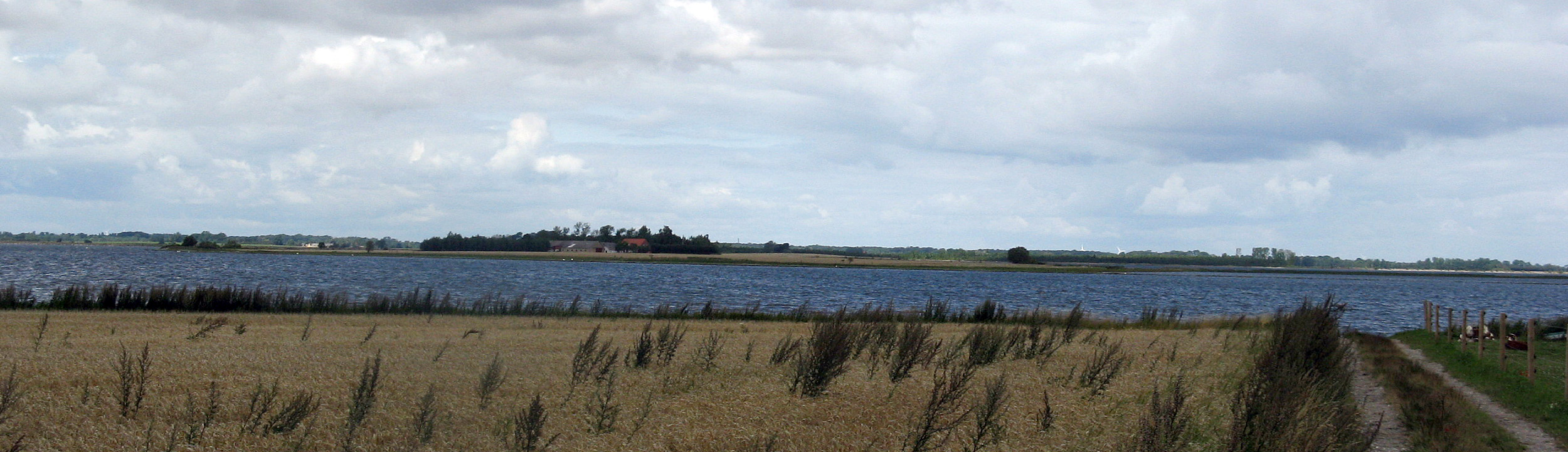
La isla Tornø.

El fiordo de Odense desemboca en el norte de Fionia, en un canal estrecho de unos 300 m entre las penínsulas de Enebærodde y Skoven (esta última parte de Hindsholm). Desde ahí, el fiordo penetra en dirección suroeste un fiordo estrecho, de 74 km². Enebærodde forma también el límite del fiordo por el noroeste; ahí la península se estrecha a escasos 30 m y separa el fiordo del Kattegat. En su parte norte, el fiordo es bantante ancho, pero se estrecha en el suroeste, donde se encuentra la isla Vigelsø, la mayor del fiordo. Al sur de esta hay otro ensanchamiento, aunque bastante más pequeño, y al oeste se encuentra la península de Stige Ø, que forma el límite entre el fiordo de Odense y el canal de Odense, una vía acuática artificial de 8,2 km de largo que permite la navegación hasta la ciudad del mismo nombre. En la parte más interior del fiordo desemboca el río Odense.
Gran parte del fiordo es de aguas poco profundas, con numerosos bancos de arena que deben ser bordeados en la navegación.
Además de Odense, otra localidad de importancia es Munkebo, que tuvo un gran astillero en la ribera sur del fiordo.

## Vida silvestre
El fiordo de Odense está catalogado por la Unión Europea como una zona de especial protección para las aves y una zona de especial conservación. Desde 1996 es una reserva de la vida silvestre.